# Саймон, Джон (гравёр)
Джон Са́ймон, Жан Симо́н (англ. John Simon, фр. Jean Simon; около 1675—1751) — французский гравёр, один из основных лондонских меццотинтистов рубежа стюартовской и георгианской эпох, издатель; мастер портрета, также гравировал мифологические, религиозные и жанровые сюжеты. Участник клуба «Роза и Корона», видный сотрудник живописца Готфрида Кнеллера.

## Биография
Джон Саймон (Жан Симон) родился около 1675 года в Нормандии (по другим версиям — в Шарантон-ле-Пон близ Парижа либо в самом Париже) в семье художника, гугенота по вероисповеданию; сообщается, что семья Саймона была среди прихожан протестантского храма в Шарантон-ле-Пон. Освоив в Париже резцовую гравюру, Саймон в начале XVIII века обосновался в Лондоне и вскоре приобщился к технике меццо-тинто. Наиболее ранние известные эстампы Саймона, издававшиеся на улице Лонг-Акр, относятся к периоду не позднее 1706 года — середине царствования королевы Анны Стюарт. Около 1708—1709 годов Саймон обратил на себя внимание Готфрида Кнеллера, в то время разошедшегося с основным гравёром своих работ Джоном Смитом; на время спора между Смитом и Кнеллером Саймон получил от последнего несколько заказов, чем заметно упрочил свою репутацию. В 1711 году Саймон вошёл в состав учреждённой под патронажем Кнеллера академии на Грейт-Квин-стрит. Согласно запискам гравёра и антиквара Джорджа Вертью, Саймон был в числе ведущих меццотинтистов Лондона наряду со Смитом, отцом и сыном Фейберами и Джорджем Уайтом; из записок Вертью также известно, что Саймон состоял в клубе «Роза и Корона».
С ранних лет работы в Англии Саймон плотно сотрудничал с издателем Эдвардом Купером — видной фигурой в художественном мире, одним из наиболее значительных предпринимателей в своей сфере. В частности, Купер издал серию гравюр Саймона по картонам Рафаэля в Хэмптон-корт (1707, по другой оценке — 1710), посвящённую 2-му герцогу Девонширскому. По заказам Эдварда Купера Саймон гравировал ряд работ Михаэля Даля и стал их основным издателем после смерти Купера в 1725 году. Помимо Купера с Саймоном контактировал ряд других издателей: Томас Боулз, Джон Овертон и другие; около 1720 года Саймон начал самостоятельную карьеру издателя и работал по нескольким адресам в районе Ковент-Гарден. Саймон исполнил свою последнюю датированную работу, — портрет сэра Роберта Уолпола по оригиналу Карла ван Лоо, — в 1741 году; он отошёл от дел около 1742 года — после примерно трёх с половиной десятилетий активной работы, хотя Вертью в 1744 году ещё указывал его в числе работавших гравёров.
Джон Саймон умер в Лондоне 22 сентября 1751 года и был похоронен четыре дня спустя у церкви Святого Павла в Ковент-гарден; его завещание было заверено 5 октября этого же года. При жизни Саймон передавал ранее использованные доски в собственность издателей; некоторое время спустя после смерти гравёра его коллекция эстампов и рисунков была выставлена на аукцион, устроенный издателем Уильямом Дарресом. Оставшиеся в его собственности доски, как сообщали Вертью и вслед за ним Хорас Уолпол, были проданы на аукционе в ноябре 1761 года.

## Творчество
Саймон был плодотворным мастером, большую часть творческого корпуса которого составляют портреты: преимущественно по оригиналам Готфрида Кнеллера и Михаэля Даля, а также Томаса Гибсона, Томаса Мюррея, Филиппа Мерсье, Еноха Зеемана Младшего, Карла ван Лоо и других. На портретах Саймона представлен деятели разных групп британского политического спектра: от 1-го герцога Мальборо и сэра Роберта Уолпола до Фрэнсиса Аттербери, 10-го графа Маришаля и 2-го герцога Ормонда; от членов царствовавшей Ганноверской династии до изгнанных представителей дома Стюартов. Меццотинтные портреты Саймона включают в себя также серии «Четыре мохокских короля» (1710, по оригиналам Джона Верелста) и «Поэты и философы Англии» (около 1727, двадцать четыре оттиска на шести листах). Кроме портретов Саймон гравировал исторические, аллегорические и жанровые сцены. К числу известных работ такого рода относятся, помимо картонов Рафаэля, «Исцеление слепого» Луи Лагерра, «Призвание апостола Андрея» Федерико Бароччи, цикл «Стихии» Якопо Амигони и цикл «Времена года» Розальбы Каррьеры; также Саймон работал по композициям Питера Пауля Рубенса, Джованни Антонио Пеллегрини, Антуана Ватто, Жана-Симеона Шардена и других мастеров. Саймону принадлежит и несколько работ, исполненных предположительно самостоятельно либо по оригиналам неизвестных авторов: портрет русского сановника светлейшего князя Александра Даниловича Меншикова, мифологическая сцена «Суд Париса» и сатирический лист «Беседа в зимний вечер».
По оценкам позднейших комментаторов, Саймон обладал «свободным и мощным» индивидуальным стилем, несшим влияние Джона Смита, но в то же время контрастировавшим с последним (в том числе в тех случаях, когда они работали по одним и тем же оригиналам). Для Саймона было характерно менее тщательное, чем у Смита, зернение доски с наличием короткой перекрёстной штриховки; в этой связи он уступал своему коллеге и сопернику по качеству гравюр (в частности по таким аспектам, как степени блеска, рисунку фигур и композиции), но тем не менее демонстрировал высокий уровень в своих лучших работах. Несмотря на описанные недостатки, гравюры Саймона оценивались среди «самых выдающихся для своего времени»; в XX веке английские писатели Малкольм Чарльз Саламан и 3-й барон Килланин называли Саймона ответственным за привнесение в технику меццо-тинто французского влияния и «свежей художественной чувствительности». Известным учеником Саймона был работавший в Бостоне живописец и меццотинтист Питер Пелем — один из первых европейских художников, постоянно живших в Британской Америке.

## Галерея

Избранные работы
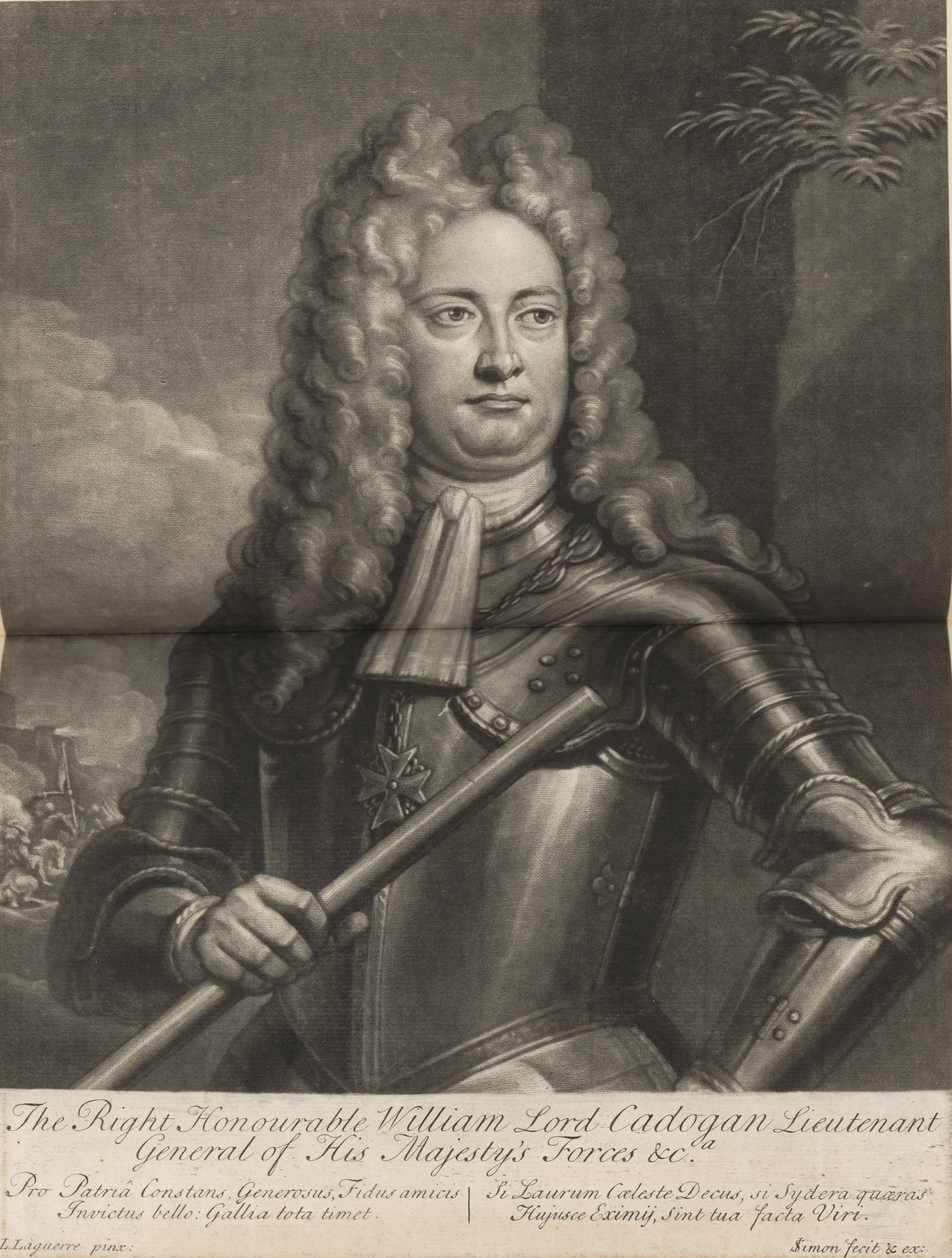
Портрет Уильяма Кадогана, 1-го графа Кадогана По оригиналу Луи Лагерра[англ.] Библиотека Хоутона, Кембридж, Массачусетс
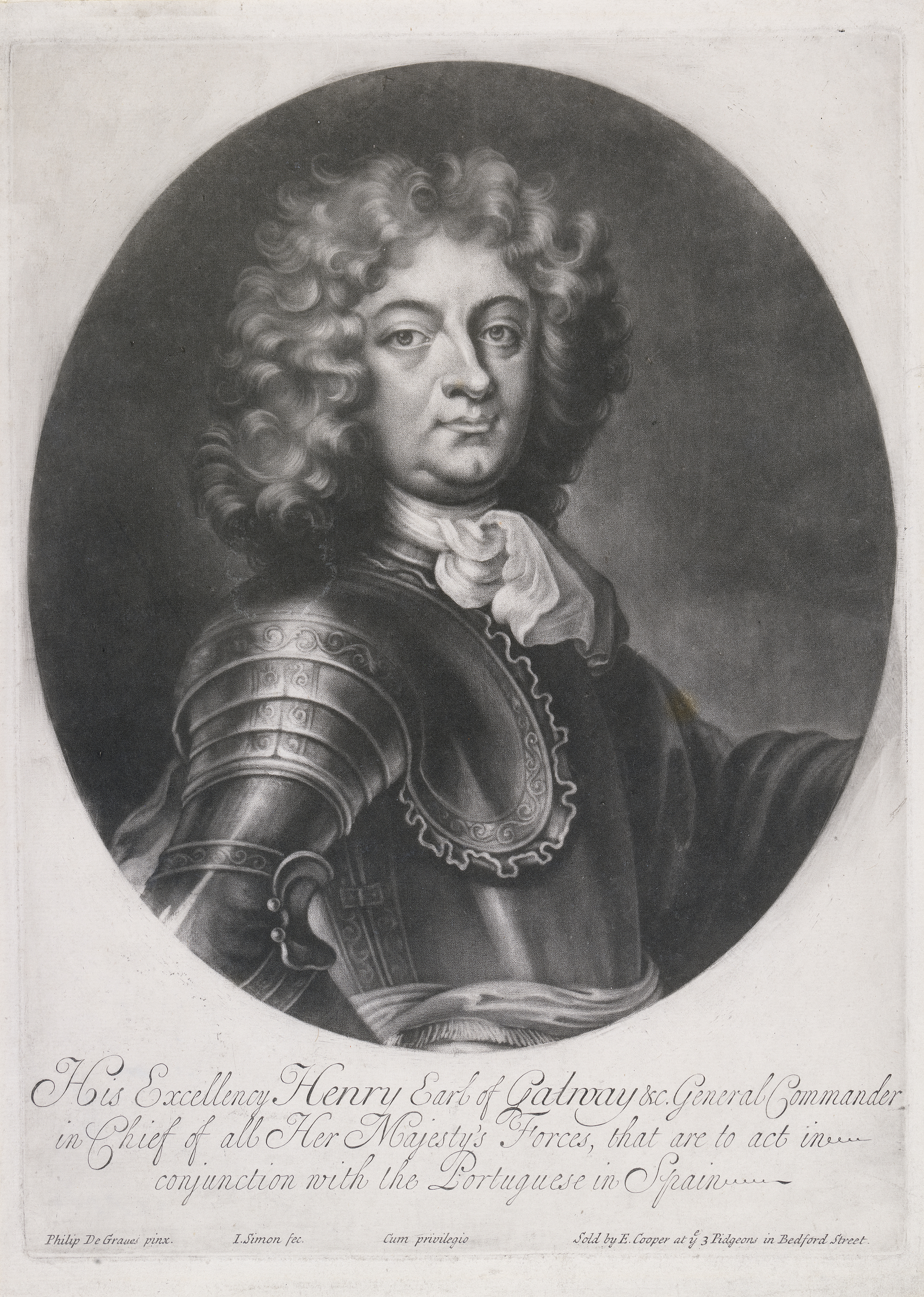
Портрет Анри де Массю, графа Голуэй По оригиналу Филиппа де Граве Национальная галерея Ирландии, Дублин
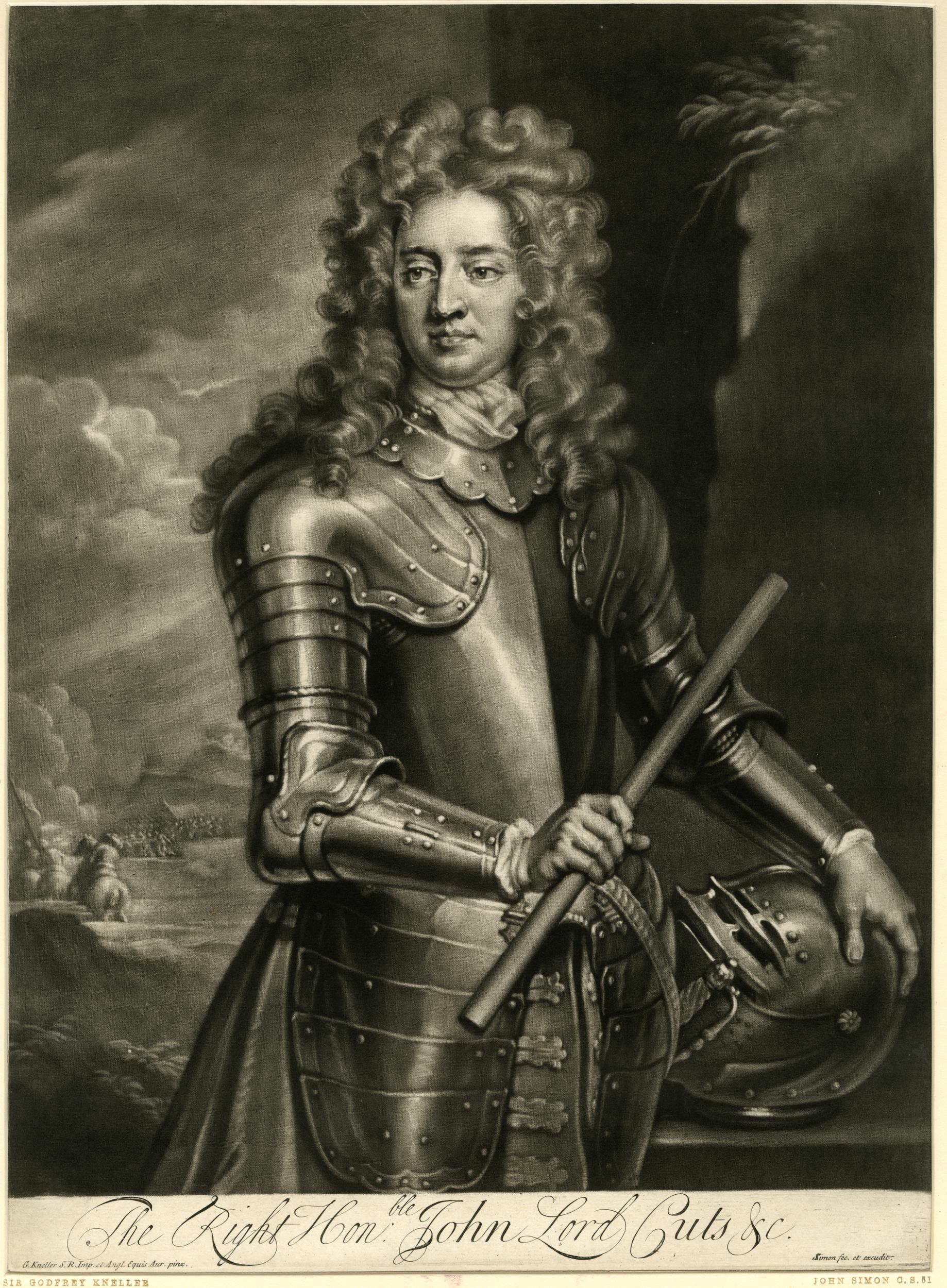
Портрет лорда Джона Каттса, 1-го барона Каттса[англ.] По оригиналу Готфрида Кнеллера Британский музей, Лондон
Портрет барона Джона Сомерса По оригиналу Готфрида Кнеллера Британский музей, Лондон[59]
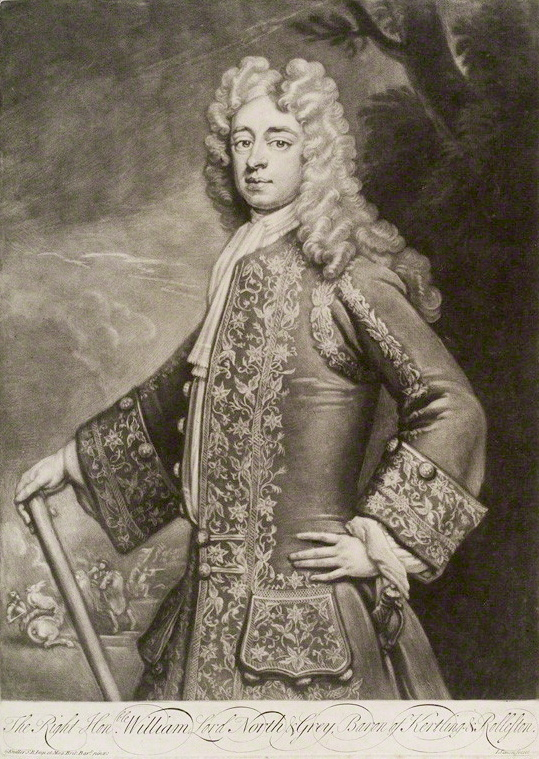
Портрет лорда Уильяма Норта, 6-го барона Норта[англ.] По оригиналу Готфрида Кнеллера Национальная портретная галерея, Лондон
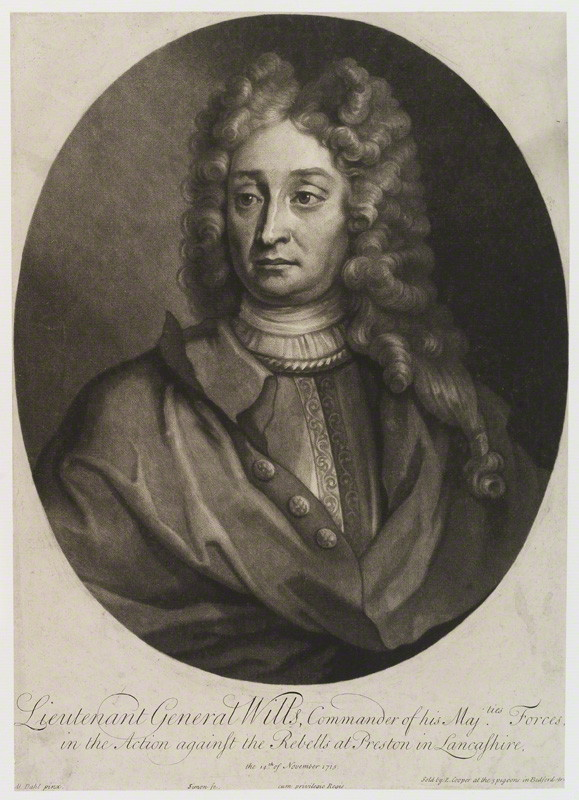
Портрет сэра Чарльза Уиллса[англ.] По оригиналу Михаэля Даля Национальная портретная галерея, Лондон
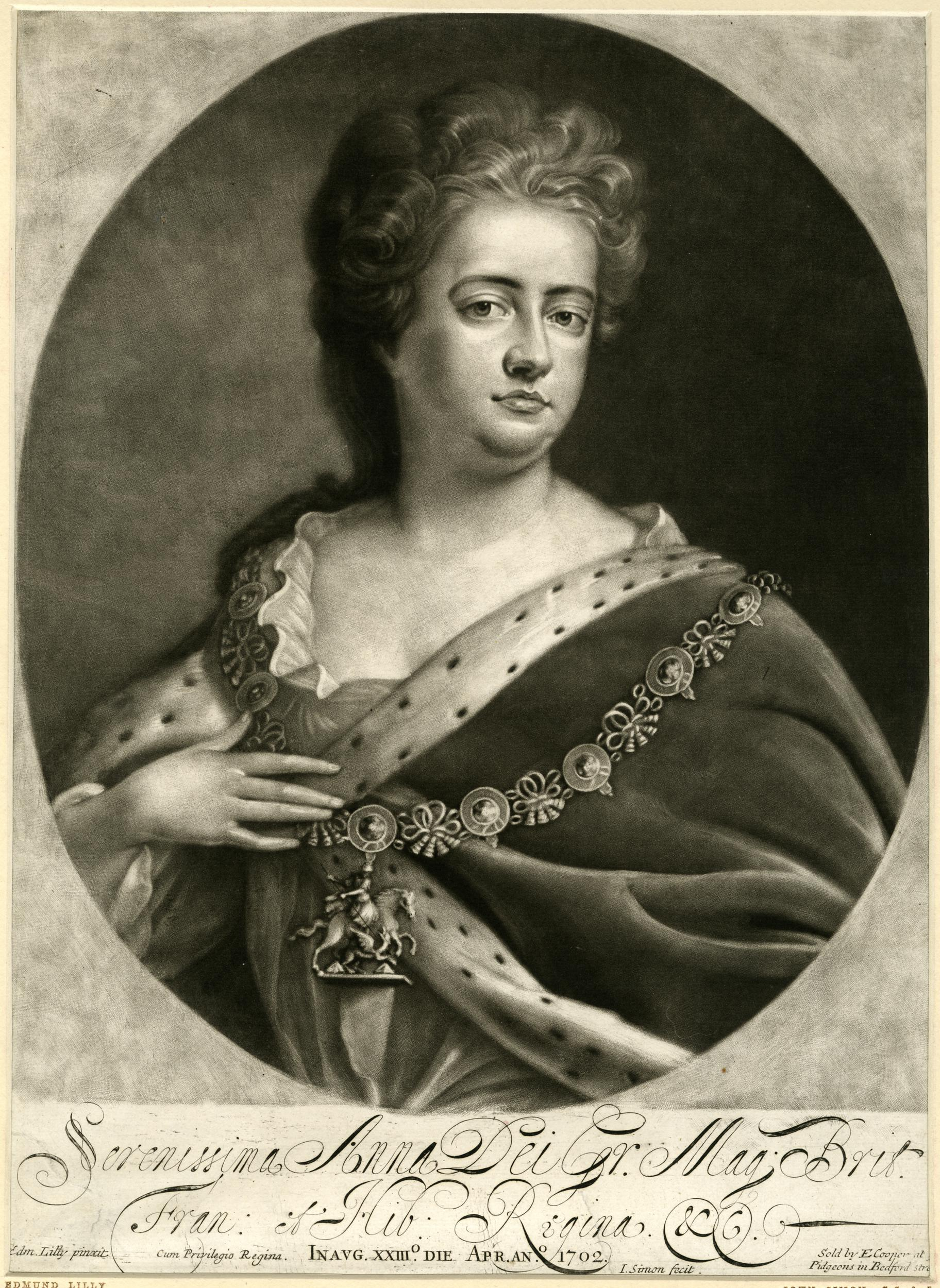
Портрет королевы Анны По оригиналу Эдмунда Лилли Британский музей, Лондон
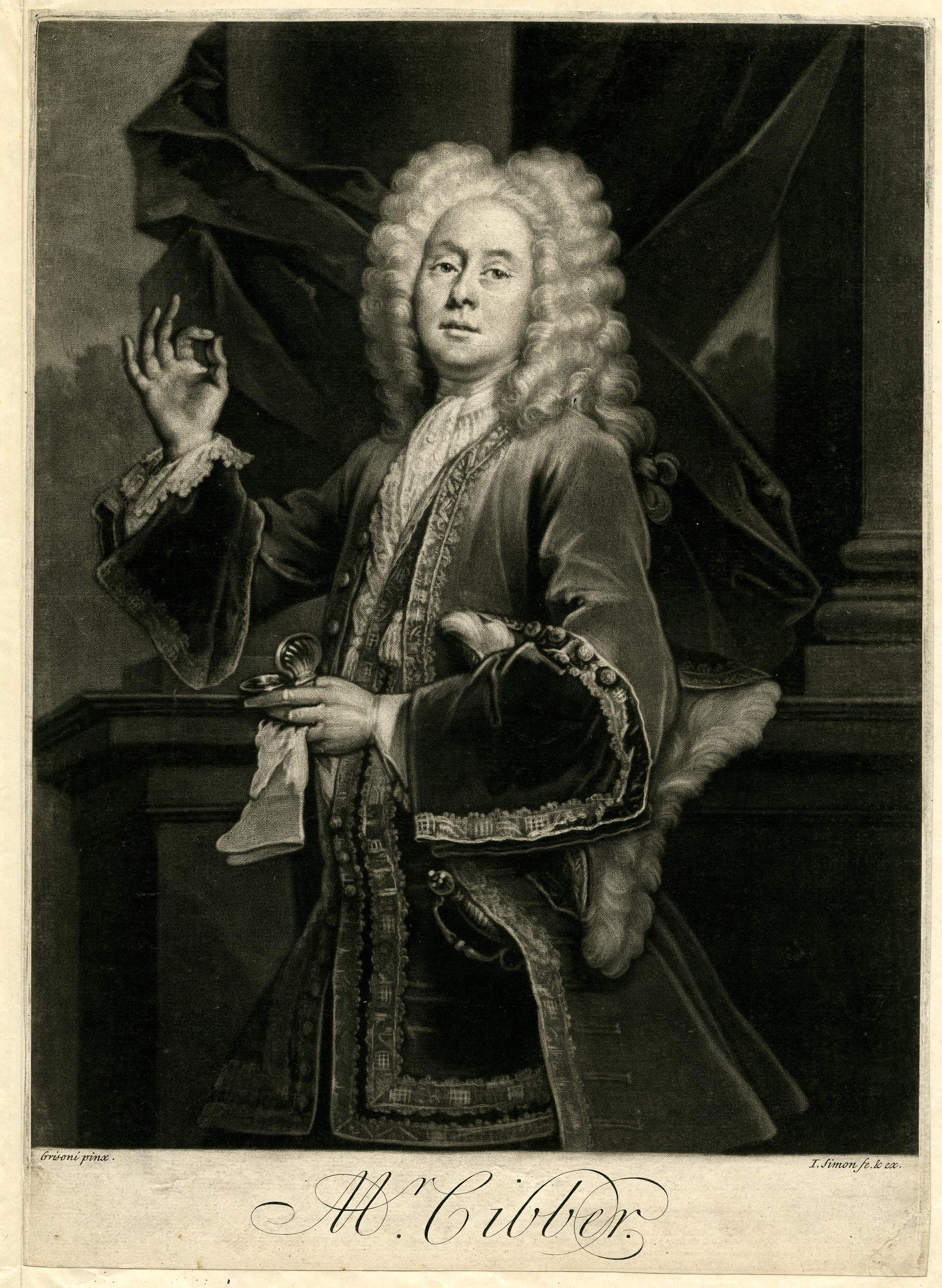
Портрет Колли Сибера По оригиналу Джузеппе Грисони Британский музей, Лондон
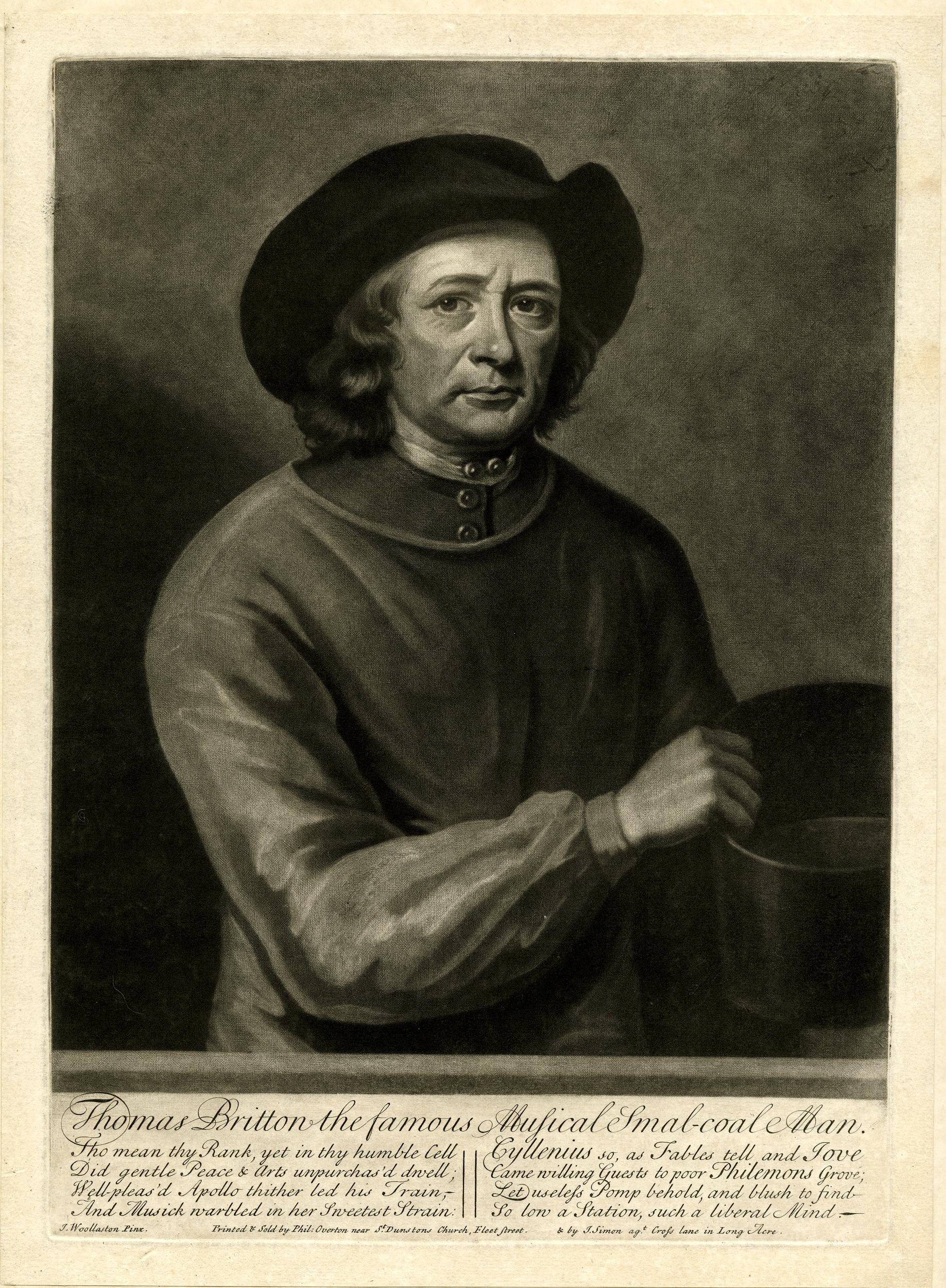
Портрет Томаса Бриттона[англ.] По оригиналу Джона Волластона I Британский музей, Лондон
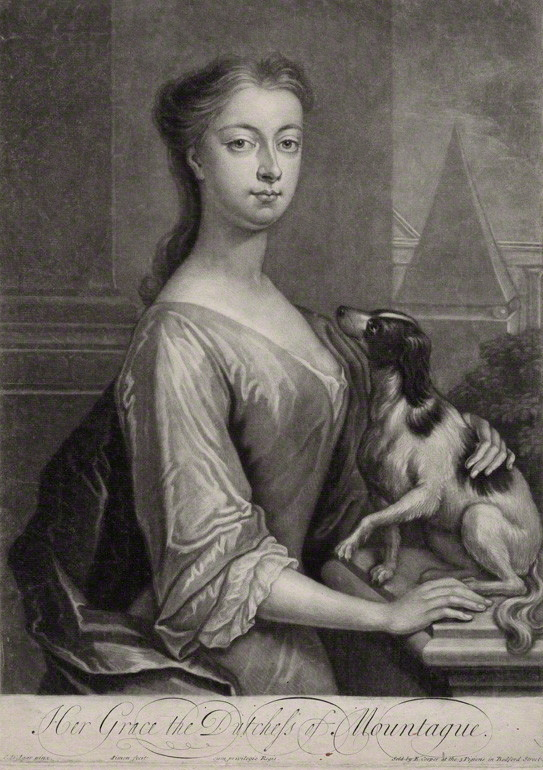
Портрет герцогини Мэри Монтегю[англ.] По оригиналу Шарля Дагара Национальная портретная галерея, Лондон
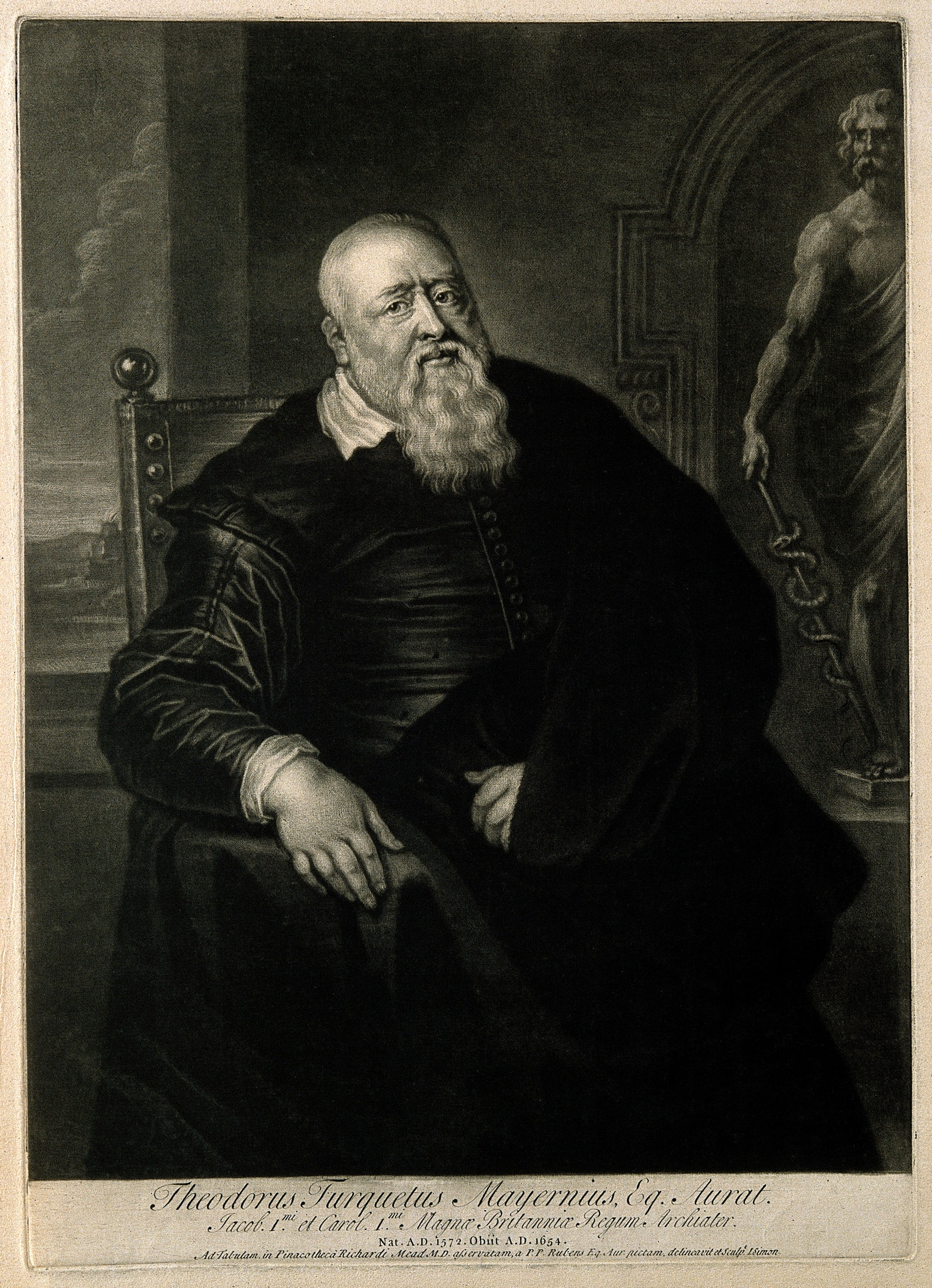
Портрет Теодора де Майерна[фр.] По оригиналу Питера Пауля Рубенса Коллекция Уэлком, Лондон
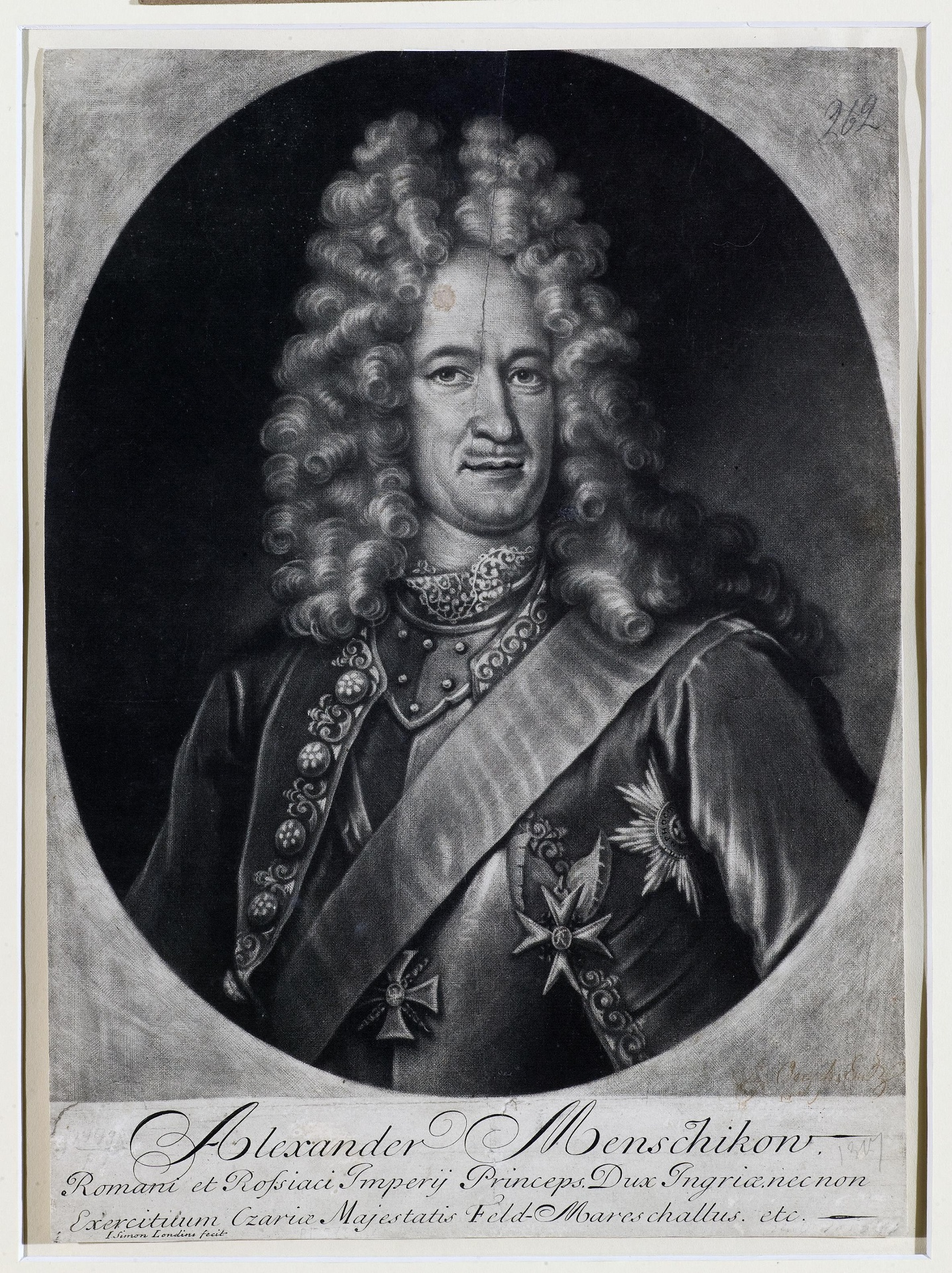
Портрет светлейшего князя А. Д. Меншикова Эрмитаж, Санкт-Петербург
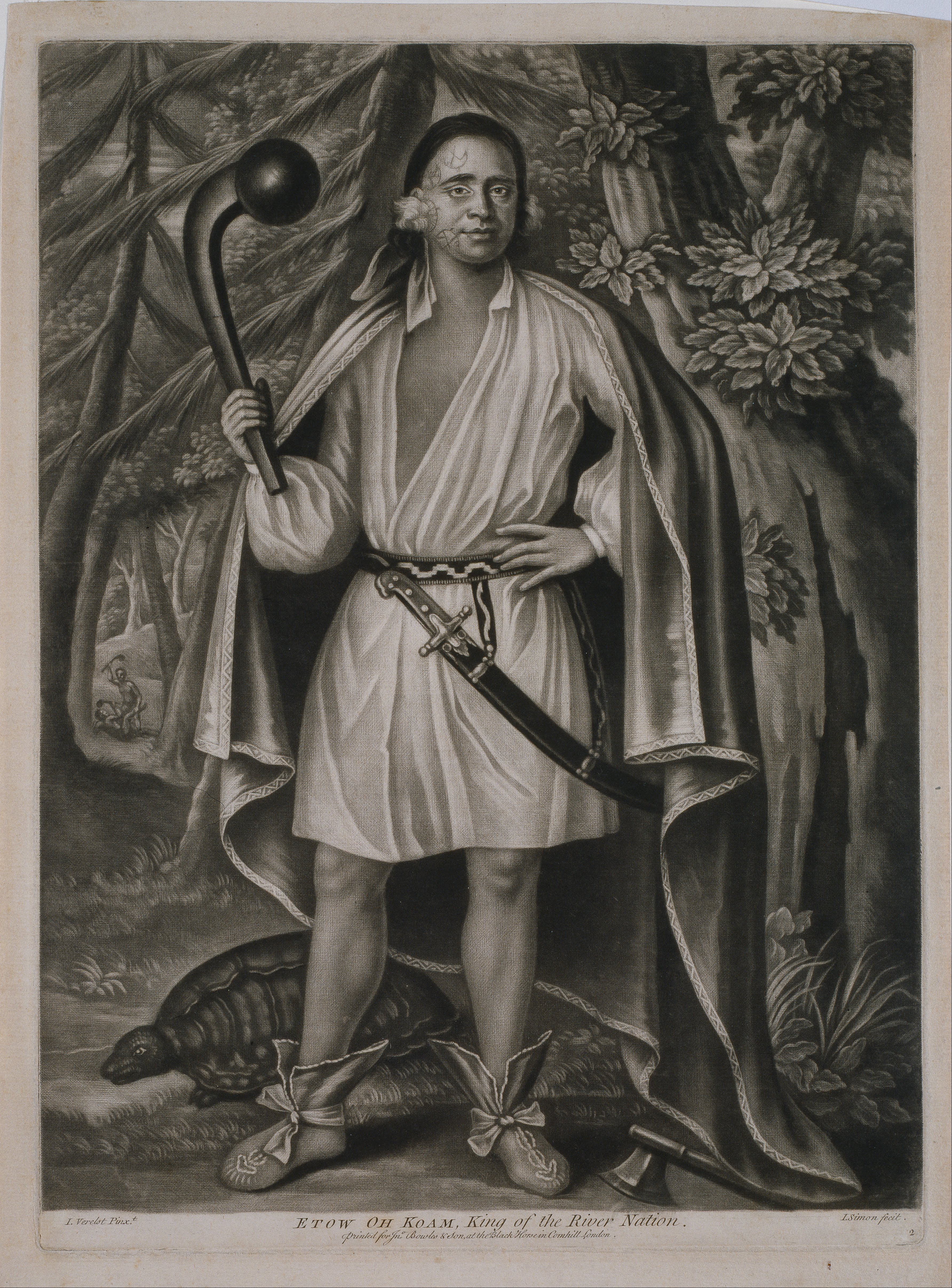
Портрет Этоу О Коама (Николаса), Короля речного народа Из серии «Четыре мохокских короля[англ.]», по оригиналу Джона Верелста[англ.] Национальная портретная галерея, Лондон
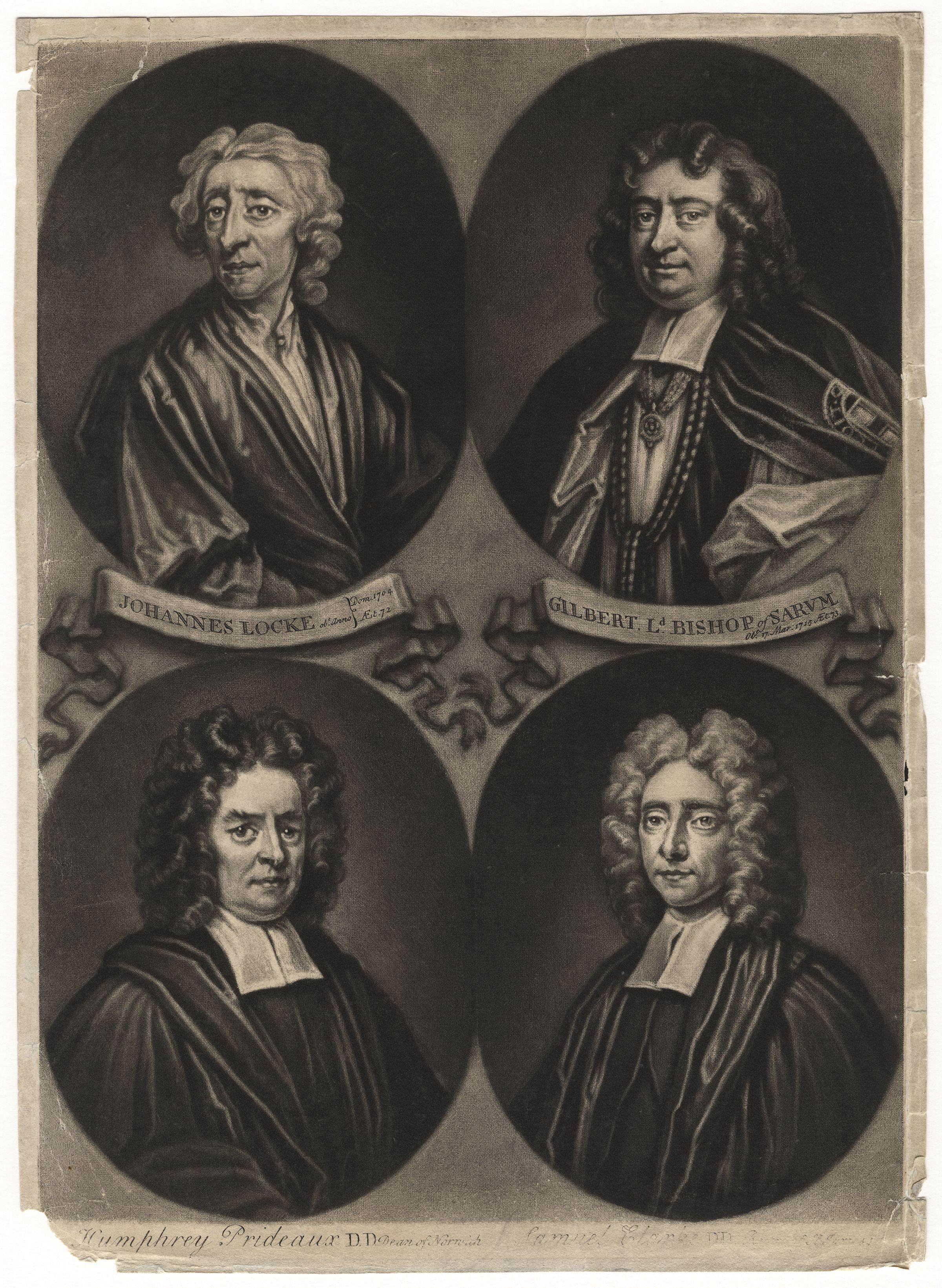
Портреты Гилберта Бёрнета[англ.], Джона Локка, Хамфри Придо и Сэмюела Кларка Из серии «Поэты и философы Англии» Национальная портретная галерея, Лондон
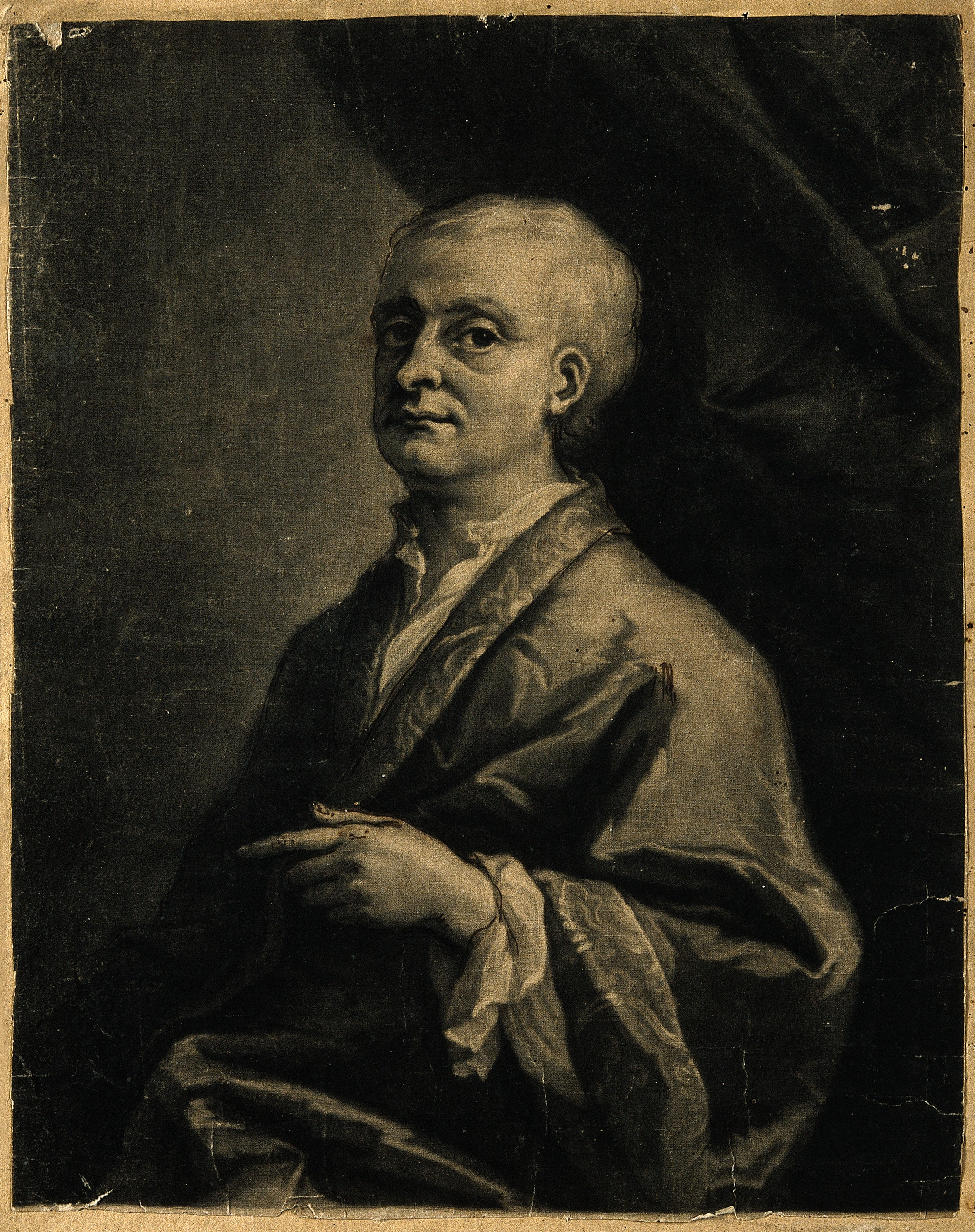
Портрет Исаака Ньютона По оригиналу Джеймса Торнхилла Коллекция Уэлком, Лондон
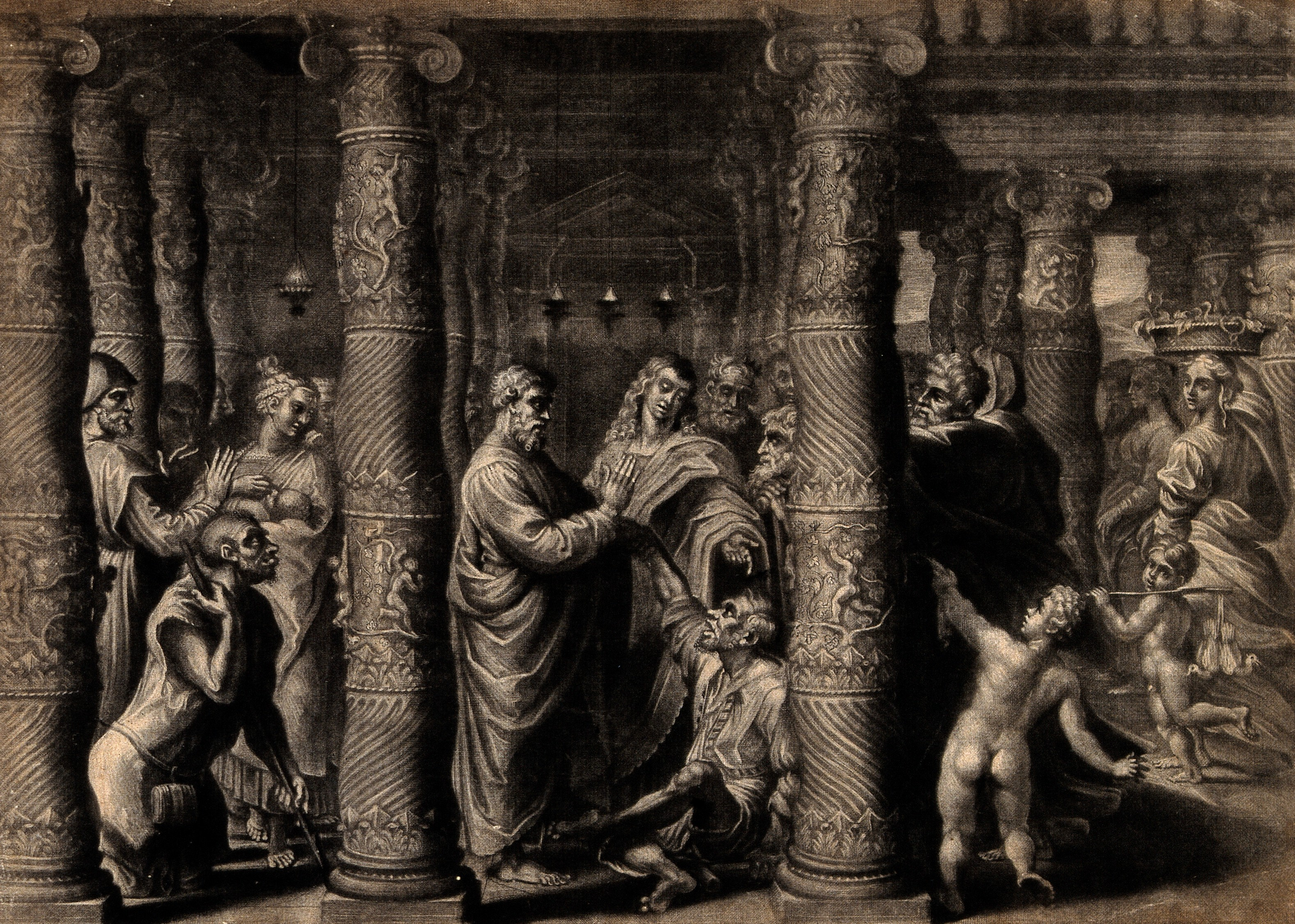
Исцеление немощного апостолами Петром и Иоанном По картону Рафаэля Коллекция Уэлком, Лондон
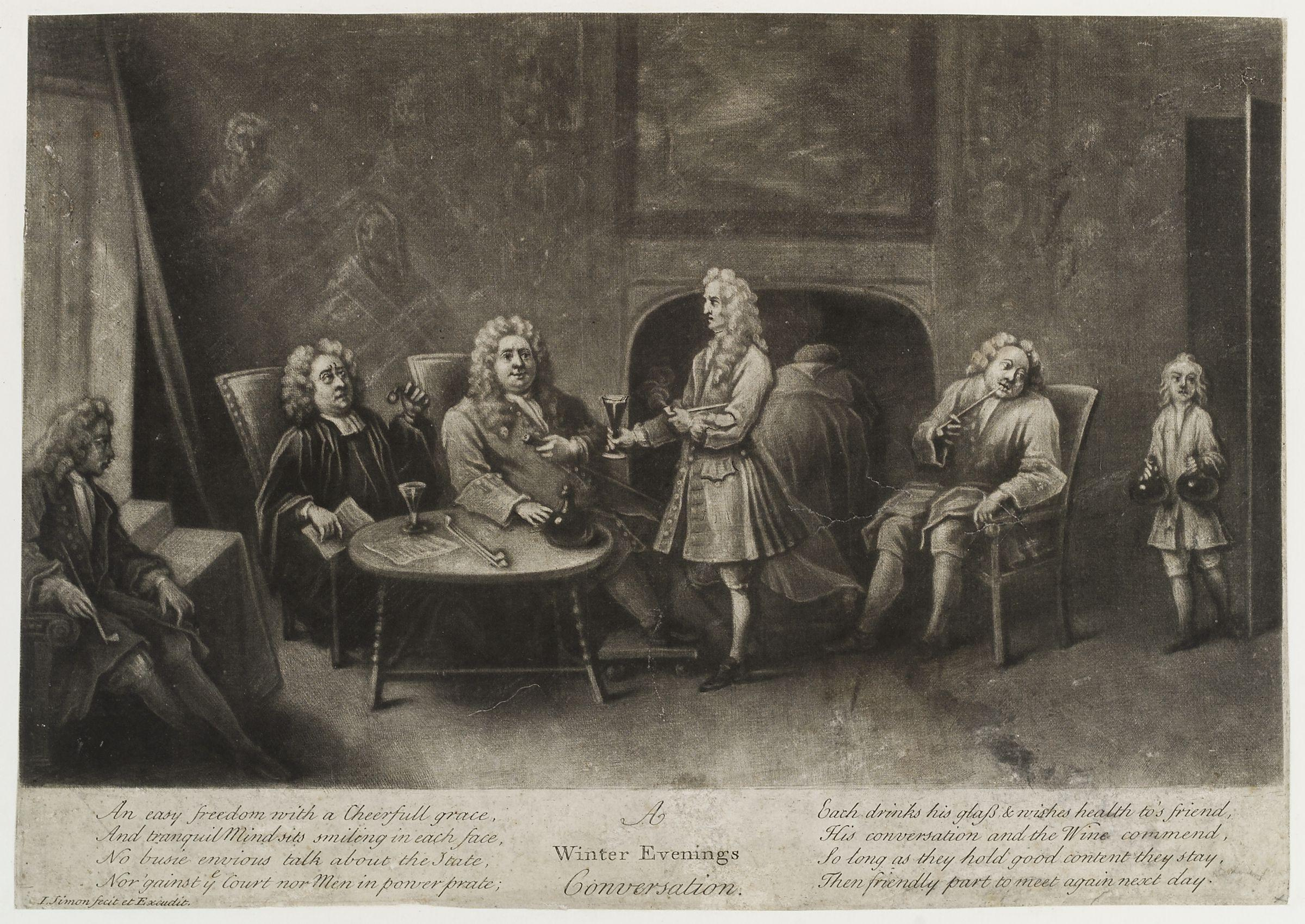
Беседа в зимний вечер Национальная портретная галерея, Лондон
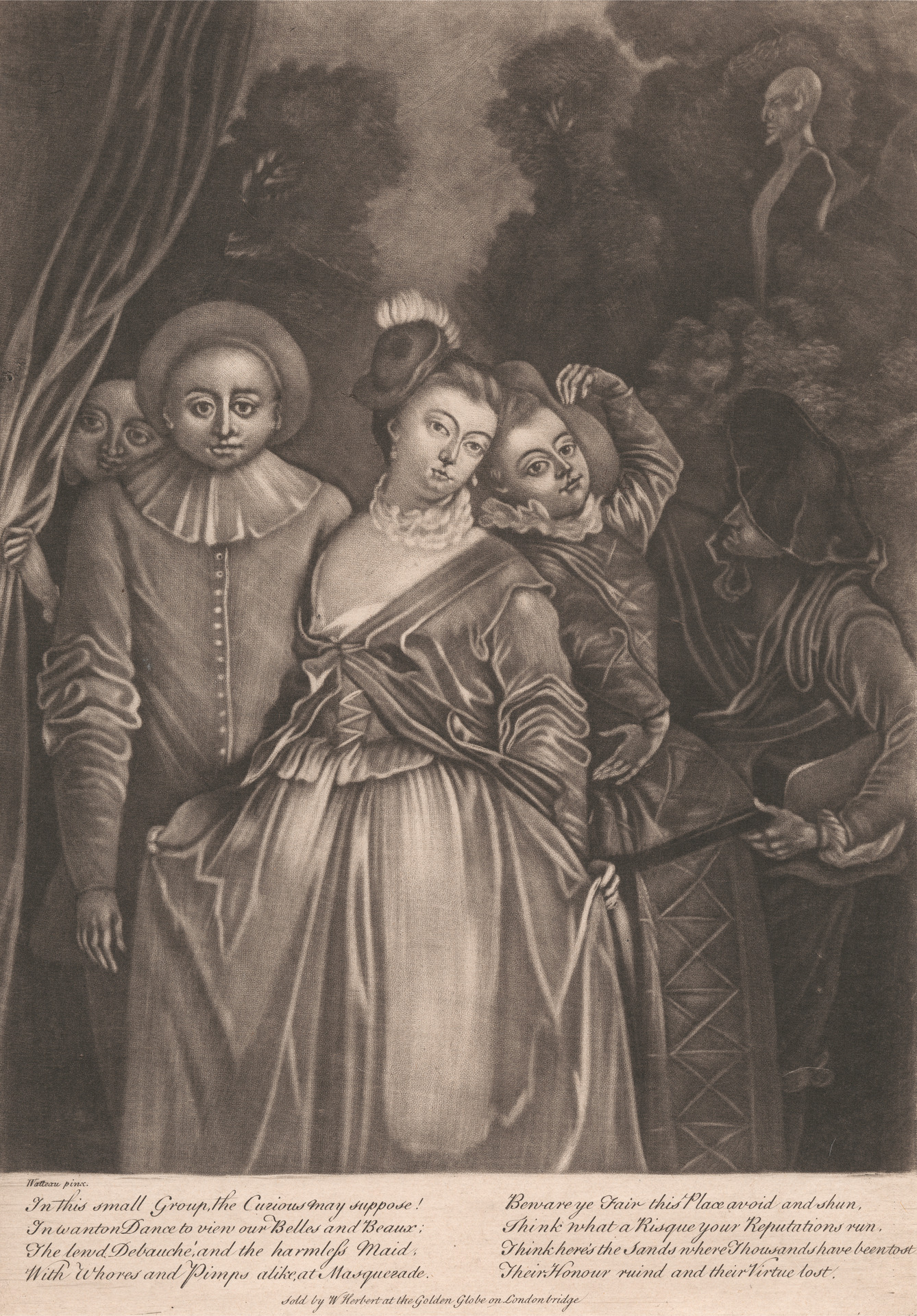
Маскарад По оригиналу Антуана Ватто Йельский центр искусства Великобритании, Нью-Хейвен, Коннектикут
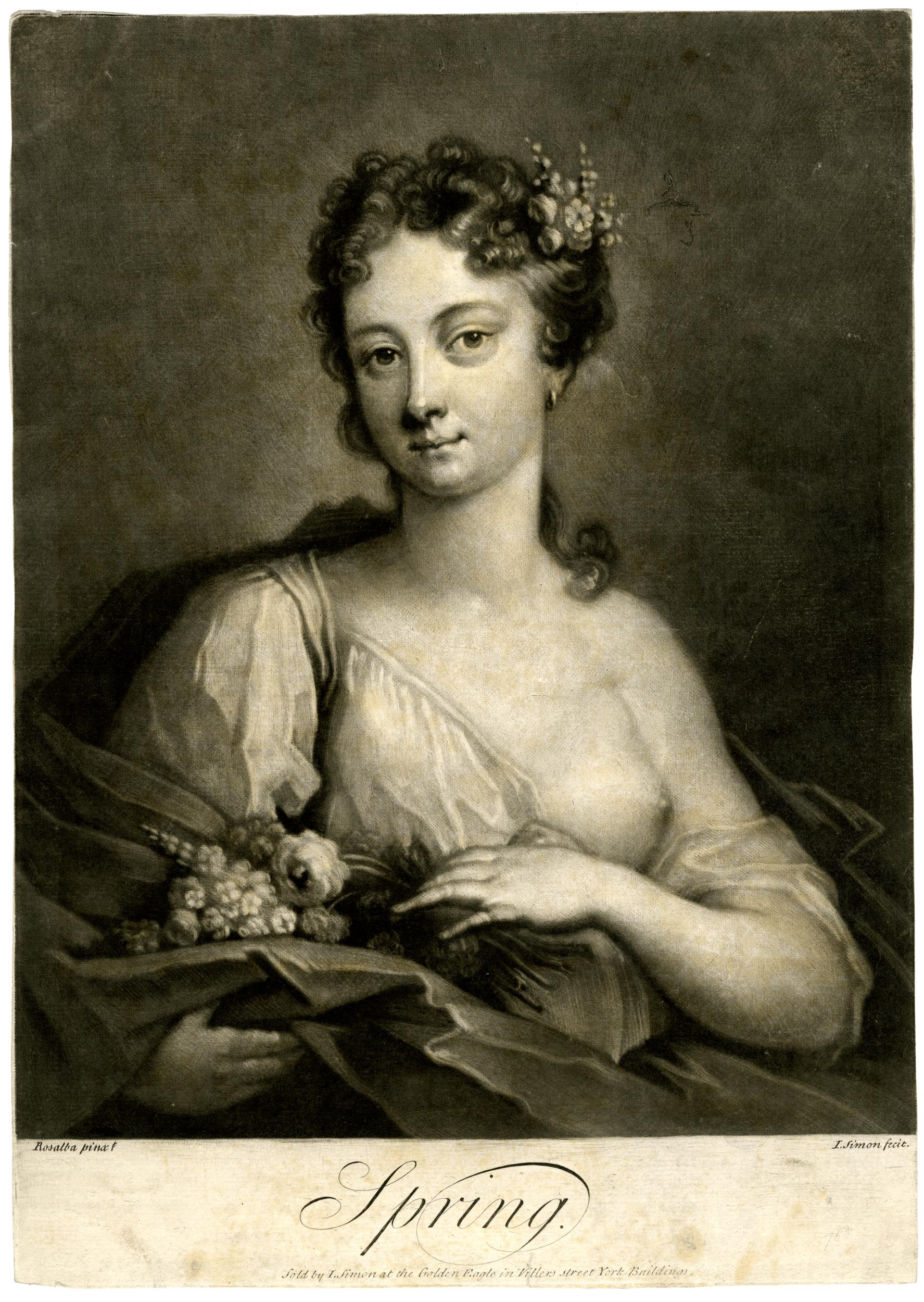
Весна Из серии «Времена года», по оригиналу Розальбы Каррьеры Британский музей, Лондон
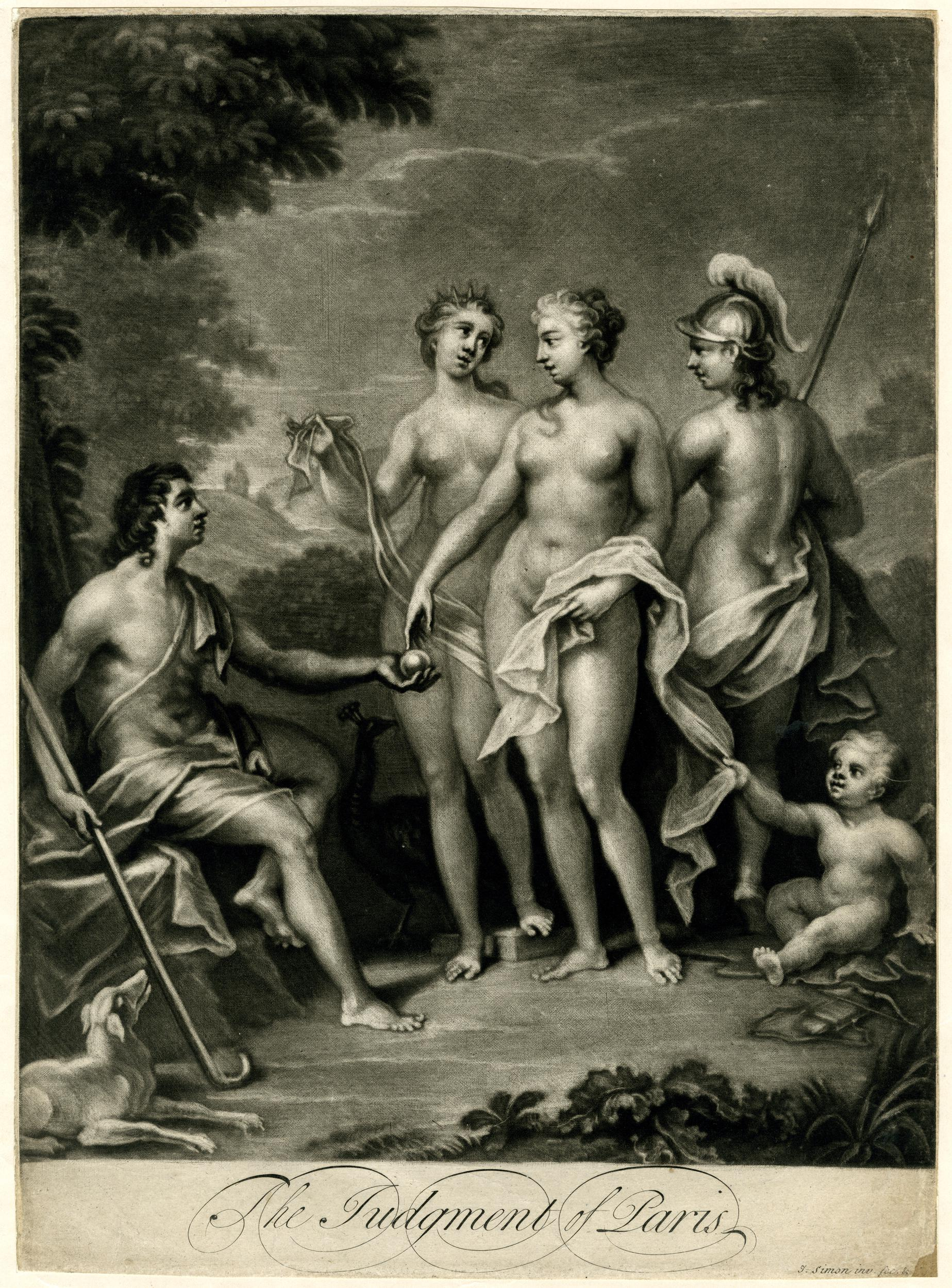
Суд Париса Британский музей, Лондон